# Beautiful Life (Ace of Base)
Beautiful Life è un brano del gruppo svedese Ace of Base, pubblicato il 20 ottobre 1995 come secondo singolo dell' album The Bridge. In Nord America invece è stato rilasciato come primo singolo dell'album.
La canzone raggiunse il 3º posto in Canada e Finlandia, arrivò al 1º posto della Hot Dance Club Play negli Stati Uniti e si aggiudicò l'8º posto nella MTV Europe e il 15° nella UK Singles Chart.
In Australia raggiunse il Disco d'oro. Arrivò tra le prime dieci posizioni in Francia, Danimarca e Ungheria.
Colonna sonora dei film A Night at the Roxbury, Io vi dichiaro marito e... marito e Zohan - Tutte le donne vengono al pettine, nel 2017 BuzzFeed l'ha classificata al 51º posto tra le 101 canzoni dance più belle degli anni 90.
Nel 1996 quando il gruppo la eseguì agli MTV Europe Music Awards ottennero i complimenti di Michael Jackson che la definì una delle canzoni più belle ascoltate dopo tanti anni.

## Tracce
1. Beautiful Life (Single Version) – 3:40
2. Beautiful Life (Vission Lorimer Radio Edit) – 4:45